# Gunpei Yokoi
Gunpei Yokoi, a volte accreditato come Gumpei Yokoi (横井軍平; Kyoto, 10 settembre 1941 – Komatsu, 4 ottobre 1997), è stato un autore di videogiochi e inventore giapponese, uno dei più importanti per la storia di Nintendo e dell'intera industria dei videogiochi.
È inventore della croce direzionale (ancora oggi utilizzata sulla maggior parte dei controller), famoso per aver creato le saghe di Metroid, Kid Icarus e Super Mario Land, e le console Game & Watch, Game Boy, Virtual Boy e WonderSwan.

## Biografia

### Origini e formazione

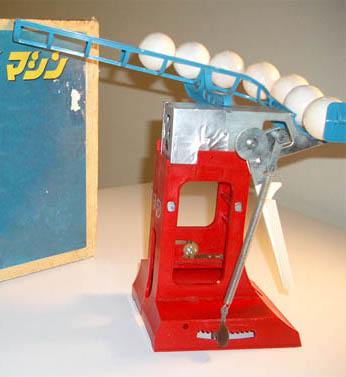
Ultra Machine (1967), una lanciapalle giocattolo progettata dal gruppo di Yokoi

Si laureò in ingegneria elettronica all'Università Dōshisha e fu assunto nel 1965 da Nintendo, che all'epoca produceva giochi da tavolo e giocattoli; l'azienda era ancora piccola e guadagnava soprattutto dalla produzione di tradizionali carte da gioco giapponesi Hanafuda e di Mah Jong. Il compito iniziale di Yokoi fu la supervisione della catena di montaggio delle carte, un impiego poco adeguato al suo titolo di studio, ma vicino alla sua abitazione.
Il presidente di Nintendo Hiroshi Yamauchi visitò la fabbrica in cui lavorava Yokoi e notò casualmente uno dei prototipi di giocattolo che era stato ideato e costruito da Yokoi per intrattenersi durante il suo tempo libero. Yamauchi decise di far sviluppare il giocattolo come prodotto vendibile. Si trattava di un piccolo braccio estensibile per afferrare oggetti, che fu commercializzato con il nome di Ultra Hand (1966), e fu un successo enorme. Yokoi fu fondamentale nella trasformazione della Nintendo da produttore di carte ad azienda di giocattoli specializzata.

### Sviluppo di videogiochi

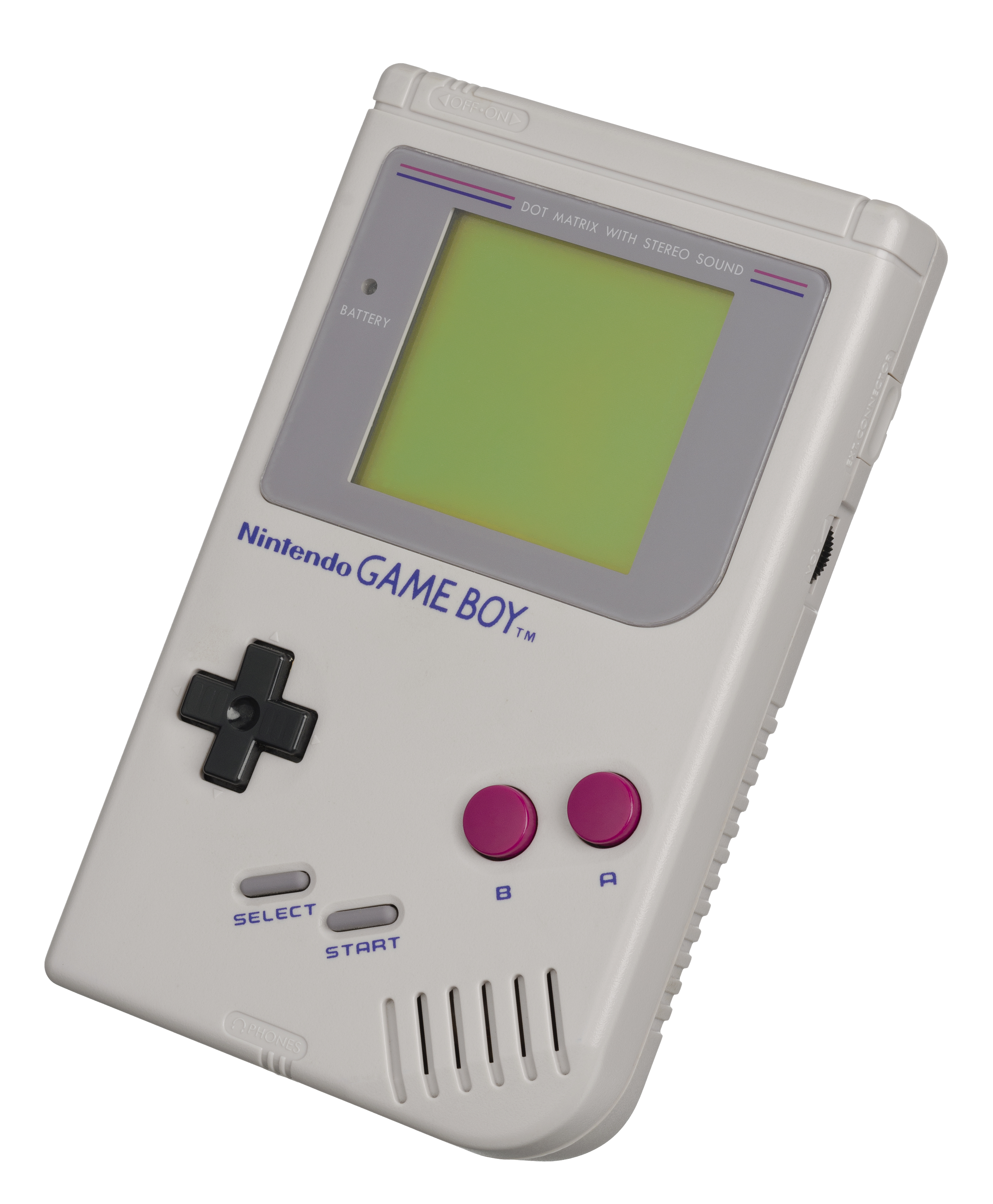
Il Game Boy

Negli anni '70 la Nintendo comprese che il futuro era nell'elettronica e nel 1977 entrò nel settore videogiochi con le console Color TV Game. Gunpei Yokoi, che nel frattempo era divenuto direttore della divisione Nintendo Research & Development 1 (R&D1), ebbe l'idea di sviluppare dei nuovi sistemi di gioco elettronico portatile, che divennero i Game & Watch. Si dice che fu ispirato in treno, quando andava ogni giorno al lavoro, dai passeggeri che vedeva giocherellare per passare il tempo con le calcolatrici elettroniche, oggetti che allora stavano diventando molto comuni. La linea Game & Watch, macchinette a gioco singolo con schermo LCD abbinate a orologio e sveglia, fu lanciata nel 1980 e divenne un'icona di tutto il decennio.
Un'idea innovativa di Yokoi, nata proprio come sistema di comando di alcuni dei Game & Watch, è la croce direzionale, una sorta di joystick schiacciato, formato da quattro pulsanti uniti da premere con un solo pollice. La croce è poi divenuta uno dei comandi fondamentali nel mondo dei controller da gioco.
Yokoi supportò il più giovane Shigeru Miyamoto all'inizio della sua carriera alla Nintendo spiegandogli molto sul game design. Yokoi portò alcune idee di Miyamoto all'attenzione del presidente Yamauchi, una delle quali venne approvata e divenne poi il celebre arcade Donkey Kong (1981). Yokoi collaborò con Miyamoto anche nel design del classico Mario Bros. (1983), proponendogli alcune idee come il multigiocatore, la possibilità di cadere indenni dall'alto e lo stordimento dei nemici attraverso il pavimento.
La naturale evoluzione dei Game & Watch, sempre opera del gruppo diretto da Yokoi, fu la console portatile Game Boy (1989), con videogiochi intercambiabili su cartuccia. L'ampio catalogo di giochi per Game Boy era molto simile a quello del NES, precedente console da tavolo della Nintendo. Il Game Boy fu un altro enorme successo e un'icona degli anni '90.
Con Yokoi la divisione R&D1 contribuì a molte produzioni hardware come R.O.B. e produsse videogiochi di successo tra i quali Metroid, Kid Icarus e Super Mario Land.

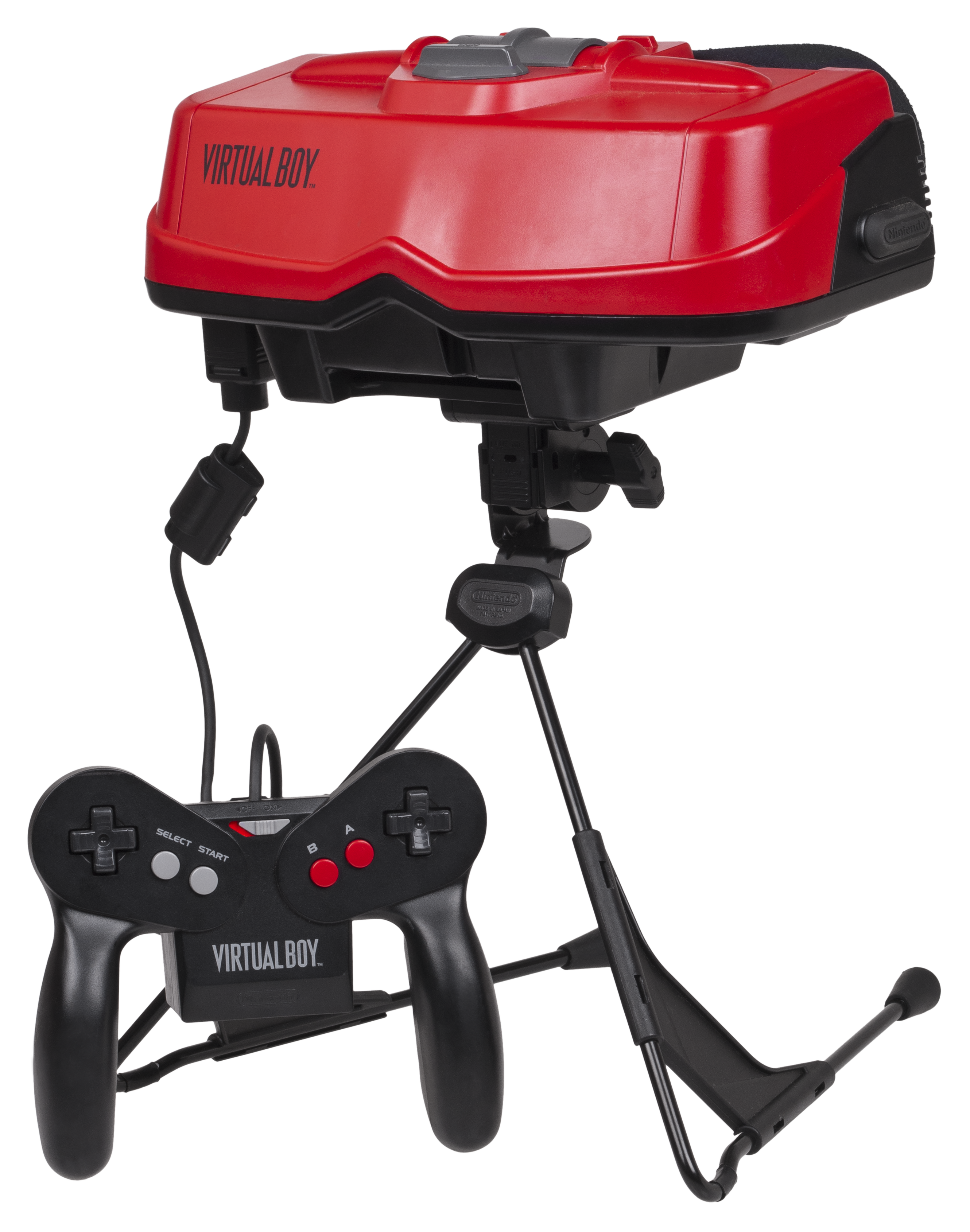
Il Virtual Boy

Il primo grosso fallimento di Yokoi arrivò con lo sviluppo del Virtual Boy (1995), innovativa console a realtà virtuale, che però fu un costoso insuccesso di vendite, il più cocente fallimento in ambito hardware della storia della Nintendo.
Yokoi avrebbe voluto dedicare più tempo e risorse al Virtual Boy, ma Nintendo spinse per affrettare la pubblicazione per dedicare più risorse allo sviluppo del Nintendo 64.
L'ultimo progetto di Yokoi alla Nintendo fu lo sviluppo del Game Boy Pocket, edizione più compatta del Game Boy.

### Ritiro da Nintendo
Yokoi lasciò la Nintendo il 15 agosto 1996, dopo oltre trent'anni di lavoro. Il ritiro di Yokoi viene spesso correlato al fallimento del Virtual Boy, ma secondo un portavoce della Nintendo of America era già da tempo intenzione di Yokoi mettersi in proprio, e l'azienda era dispiaciuta del suo abbandono.
L'11 settembre 1996 Yokoi fondò una propria casa di sviluppo chiamata Koto Laboratory (KOTO Co. Ltd.). Questa strinse un fruttuoso accordo con la Bandai, che voleva lanciare una propria console portatile in concorrenza al Game Boy. Per ironia della sorte, il progetto fu inizialmente affidato a Yokoi che era proprio il padre del Game Boy. La console sarebbe poi divenuta la WonderSwan (1999), uscita un anno e mezzo dopo la morte di Yokoi, con poco successo nonostante le caratteristiche notevoli.
La Koto Laboratory collaborò al design dell'hardware della WonderSwan, è ancora attiva al 2022 e ha realizzato vari hardware e videogiochi, tra cui Gunpey (1999), il cui titolo è dedicato alla memoria di Gunpei Yokoi.

### Morte accidentale
Yokoi morì il 4 ottobre 1997 a 56 anni, a causa di un incidente d'auto, mentre stava viaggiando sull'Autostrada Hokuriku insieme a Etsuo Kiso della Nintendo. Dopo un tamponamento con un camioncino di fronte, i due lasciarono l'auto per ispezionare i danni e furono colpiti da un'auto di passaggio; Yokoi fu ferito gravemente e morì due ore dopo, mentre Kiso, il guidatore del camioncino e le due persone sull'altra auto rimasero solo feriti.

## Videogiochi
| Data | Gioco                                           | Piattaforma         | Ruolo                |
| ---- | ----------------------------------------------- | ------------------- | -------------------- |
| 1973 | Laser Clay Shooting System                      | Arcade              | Game designer        |
| 1974 | Wild Gunman                                     | Arcade              | Game designer        |
| 1976 | Shooting Trainer                                | Arcade              | Game designer        |
| 1981 | Donkey Kong                                     | Arcade              | Produttore           |
| 1982 | Donkey Kong Jr.                                 | Arcade              | Produttore           |
| 1983 | Mario Bros.                                     | Arcade              | Produttore           |
| 1984 | Wild Gunman                                     | NES                 | Produttore           |
| 1984 | Duck Hunt                                       | NES                 | Produttore           |
| 1984 | Hogan's Alley                                   | NES                 | Produttore           |
| 1984 | Urban Champion                                  | NES                 | Produttore           |
| 1985 | Balloon Fight                                   | NES                 | Produttore           |
| 1985 | Wrecking Crew                                   | NES                 | Produttore           |
| 1985 | Stack-Up                                        | NES                 | Produttore           |
| 1985 | Gyromite                                        | NES                 | Produttore           |
| 1986 | Gumshoe                                         | NES                 | Produttore           |
| 1986 | Metroid                                         | NES                 | Produttore           |
| 1986 | Kid Icarus                                      | NES                 | Produttore           |
| 1988 | Famicom Detective Club: The Missing Heir        | Famicom Disk System | Produttore           |
| 1988 | Famicom Wars                                    | Famicom             | Produttore           |
| 1989 | Super Mario Land                                | Game Boy            | Produttore           |
| 1989 | Tetris                                          | NES, Game Boy       | Produttore           |
| 1990 | Dr. Mario                                       | NES                 | Game designer        |
| 1990 | Nintendo World Championship 1990                | NES                 | Produttore           |
| 1990 | Ballon Kid                                      | Game Boy            | Produttore           |
| 1990 | Solar Striker                                   | Game Boy            | Produttore           |
| 1990 | Fire Emblem: Shadow Dragon & the Blade of Light | NES                 | Produttore           |
| 1991 | Nintendo Campus Challenge 1991                  | NES                 | Produttore           |
| 1991 | Kid Icarus: Of Myths and Monsters               | Game Boy            | Produttore           |
| 1991 | Metroid II: Return of Samus                     | Game Boy            | Produttore           |
| 1992 | X                                               | Game Boy            | Produttore           |
| 1992 | Mario Paint                                     | SNES                | Produttore           |
| 1992 | Battle Clash                                    | SNES                | Produttore           |
| 1992 | Super Mario Land 2: 6 Golden Coins              | Game Boy            | Produttore           |
| 1992 | Yoshi's Cookie                                  | Game Boy            | Produttore           |
| 1993 | Mario & Wario                                   | Super Famicom       | Produttore esecutivo |
| 1993 | Metal Combat: Falcon's Revenge                  | SNES                | Produttore           |
| 1994 | Fire Emblem: Monshō no Nazo                     | SNES                | Produttore           |
| 1995 | Mario's Tennis                                  | Virtual Boy         | Produttore           |
| 1995 | Teleroboxer                                     | Virtual Boy         | Produttore           |
| 1995 | Mario Clash                                     | Virtual Boy         | Produttore           |
| 1995 | Panel de Pon                                    | Super Famicom       | Produttore           |
| 1995 | Virtual Boy Wario Land                          | Virtual Boy         | Produttore           |
| 1995 | Kirby's Block Ball                              | Game Boy            | Produttore           |
| 1996 | 3-D Tetris                                      | Virtual Boy         | Produttore           |
| 1996 | Fire Emblem: Seisen no Keifu                    | Super Famicom       | Produttore           |
| 1996 | Tetris Attack                                   | SNES                | Produttore           |

## Riconoscimenti
- Nel 2003 Gunpei Yokoi ricevette il premio alla carriera postumo alla terza edizione dei Game Developers Choice Awards[14].
- Nel 2009 GameTrailers lo mise tra i 10 più grandi creatori di videogiochi[15].
- Nel 2016 circa IGN lo mise al quinto posto nella classifica dei più grandi creatori di videogiochi[16].